# Ернст-Феликс Факенщет
Ернст-Феликс Факенщет (на немски: Ernst-Felix Faeckenstedt) е немски офицер, служил по време на Първата и Втората световна война.

## Биография

### Ранен живот и Първа световна война (1914 – 1918)
Ернст-Феликс Факенщет е роден на 17 декември 1896 г. в Дрезден, Германска империя. През 1914 г. постъпва в армията и участва в Първата световна война. През 1915 г. става офицерски кадет и завършва войната със звание лейтенант.

### Междувоенен период
След нея се присъединява към Райхсвера и служи в кавалерийски подразделения.

### Втора световна война (1939 – 1945)
Към 1939 г. е със звание оберстлейтенант и заема поста началник операции към щаба на 3-ти армейски корпус. На 24 април 1942 г. е назначен за началник-щаб на 1-ва танкова армия. На 7 май 1943 г. поема командването на 5-а танкова дивизия, а след това отново става началник-щаб на последователно 6-и и 12-и армейски корпус, съответно на 15 декември 1943 г. и 16 ноември 1944 г.

### Пленяване и смърт
Пленен е на 6 май 1945 г. и е освободен през 1948 г. Умира на 6 април 1961 г. в Хьокстер, Германия.

## Военна декорация
- Германски орден Железен кръст (1914) – II (?) и I степен (?)
- Германски орден „Кръст на честта“ (?)
- Орден „Германски кръст“ (?) – златен (26 януари 1942)